# دكتوراه في اللاهوت

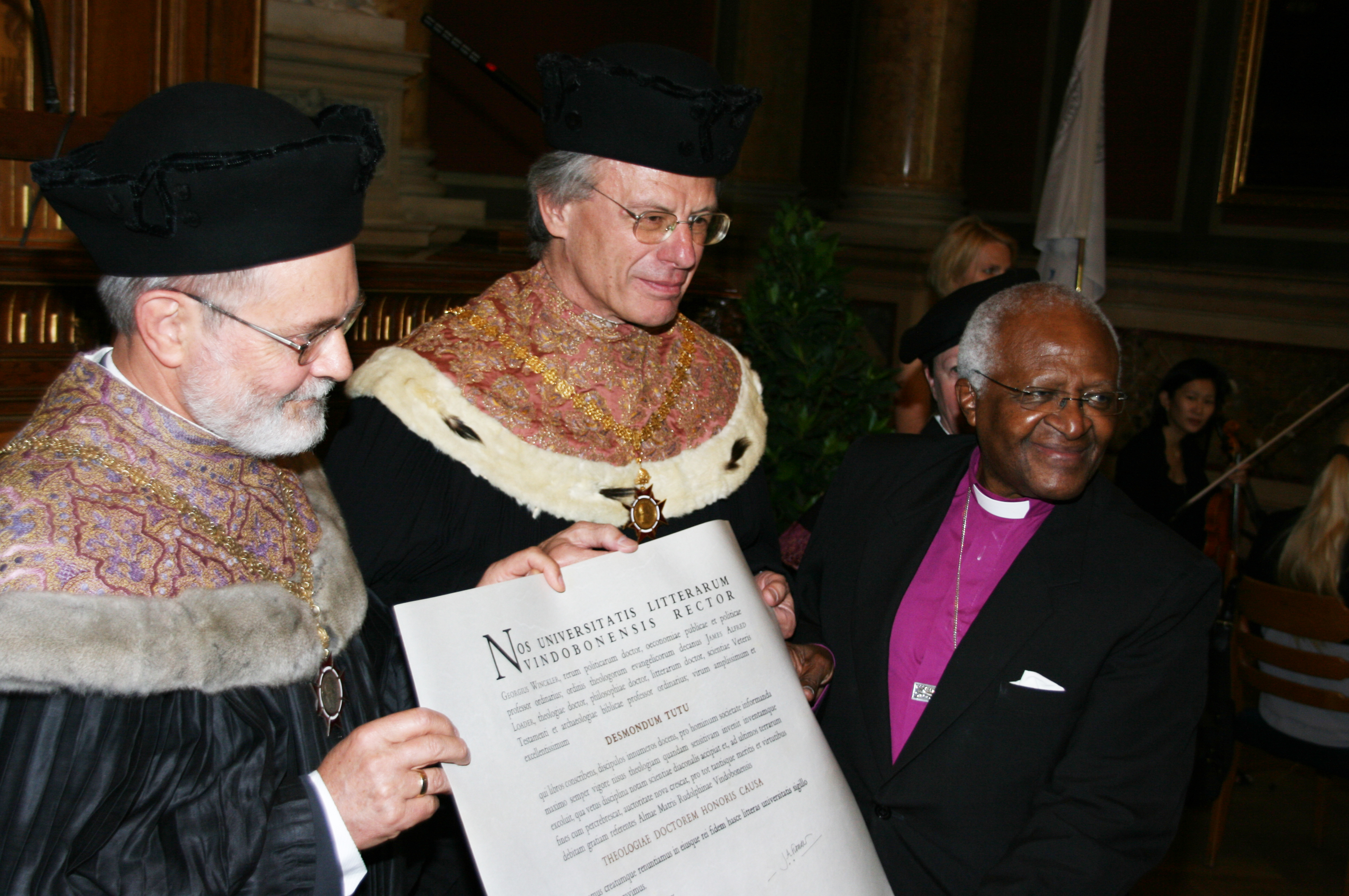
منح الدكتوراه الفخرية في اللاهوت لـديزموند توتو (يمينًا) من قِبل جامعة فيينا

دكتوراه في اللاهوت (اللاتينية: Doctor Theologiae، وتُختصر إلى DTh أو ThD أو DTheol أو Dr. theol.) هي درجة نهائية في التخصص الأكاديمي اللاهوت. تُعَدّ درجة ThD، على غرار الدكتوراه الكنسية في اللاهوت المقدس، درجة بحثية متقدمة تعادل دكتوراه الفلسفة.

## المصطلح
في الدراسة الأكاديمية لعلم اللاهوت، المتجذرة بعمق في الدين المسيحي، غالبًا ما يُمنح طلاب الدكتوراه دكتوراه في اللاهوت، أو دكتوراه في الفلسفة، أو دكتوراه في الوزارة، أو دكتوراه في اللاهوت العملي أو دكتوراه في اللاهوت المقدس. ومع ذلك، يُفهم دكتوراه الوزارة عمومًا على أنه درجة دكتوراه مهنية.

### الولايات المتحدة الأمريكية
في الولايات المتحدة، بدأت بعض المعاهد اللاهوتية الأقدم في تقديم دكتوراه في اللاهوت (Th.D) كمكافئ لدكتوراه الفلسفة. في مدرسة برنستون اللاهوتية، على سبيل المثال، ورثت هذه الممارسة من نظام التعليم الألماني منذ أن تم تدريب الأساتذة المشاركين في إنشاء برنامج الدكتوراه في الجامعات الألمانية. على الرغم من أن درجة الدكتوراه (Ph.D) كانت درجة الدكتوراه في كليات الآداب في الجامعات الألمانية، تحولت مدرسة برنستون اللاهوتية منذ ذلك الحين إلى استخدام دكتوراه في الفلسفة كتسمية رئيسية لها. حدث تحول مماثل في مدرسة اللاهوت بجامعة هارفارد في عام 2015. بسبب الدفعة العلمانية في دراسات الدكتوراه، انتقلت برامج Th.D إلى اعتماد أكاديمي معروف آخر، مثل جمعية التعليم العالي الكتابي (ABHE) أو الإختيار أن تكون تابعًا لوكالات الاعتماد فقط حتى يكون لديهم المزيد من الحرية لتدريس العقيدة المسيحية التي هي أكثر عملية لخدمة الكنيسة. على سبيل المثال، المدارس الوحيدة المعتمدة من رابطة المدارس اللاهوتية التي تقبل حاليًا الطلاب في برامج Th.D هي مدرسة ديوك ديفينتي والمدرسة الإنجيلية.

### المملكة المتحدة
في المملكة المتحدة، يعد الدكتوراه في اللاهوت (Th.D) برنامج دكتوراه جديدًا إلى حد ما. بدأت بعض الجامعات في تقديمه كشكل من أشكال الدكتوراه العملية، مع التركيز على الممارسات وتقييمها على نفس مستوى الدكتوراه (Ph.D). لتقديم درجة الدكتوراه التي تساعد على تمييز الطبيعة العملية بدرجة أكبر، اعتمدت بعض الجامعات البريطانية مصطلح دكتوراه في علم اللاهوت العملي.

## انظر أيضُا
- ماجستير في اللاهوت